# ساعة إيثاكا
ساعة إيثاكا هي عملة محلية مستخدمة في إيثاكا بنيويورك، ولم تعد متداولة الآن. حيث كانت واحدة من أطول أنظمة العملة المحلية استمرارًا وألهمت أنظمة مماثلة أخرى في ماديسون بويسكونسن وسانتا باربرا بكاليفورنيا وكورفاليس بأوريغون ونظام مقترح في وادي ليهاي ببنسلفانيا. كما قُدرت قيمة ساعة إيثاكا الواحدة بـ 10 دولارات أمريكية ويُوصى عمومًا باستخدامها كدفعة لساعة عمل واحدة مع أن السعر قابل للتفاوض.

## العملة
لم تكن أوراق إيثاكا النقدية مدعومة بالعملة الوطنية ولا يمكن تحويلها بحرية إلى العملة الوطنية مع أن بعض الشركات وافقت على شرائها. وطُبعت الأوراق النقدية على ورق عالي الجودة وبرسومات باهتة يصعب إعادة إنتاجها. كما خُتمت كل ورقة نقدية برقم تسلسلي لمنع التزوير.
في عام 2002 قدم مشروع قانون الساعة العاشرة ويرجع ذلك جزئيًا إلى التشجيع والتمويل من اتحاد الائتمان الفيدرالي البديل وردود الفعل من تجار التجزئة الذين اشتكوا من الإحراج المتمثل في وجود فئات أكبر فقط للعمل بها، وتحمل الفواتير توقيعات كل من رئيس الساعات ستيف بيرك ورئيس إيه أف سي يو.
بدأت أوراق إيثاكا النقدية بنظام "ساعة" بالاختفاء لعدة أسباب. أولًا انتقل مؤسس النظام بول غلوفر إلى خارج المنطقة. فأثناء وجوده في إيثاكا عمل غلوفر كمبشر ومُنشئ شبكات لنظام "ساعة" مساهمًا في نشر استخدامها ومساعدة الشركات على إيجاد طرق لإنفاق "ساعة" التي حصلوا عليها. ثانيًا انخفض استخدام "ساعة" نتيجةً للتحول العام من المعاملات النقدية إلى التحويلات الإلكترونية ببطاقات الخصم أو الائتمان. وأكد غلوفر أن كل عملة محلية تحتاج إلى مُنشئ شبكات واحد على الأقل بدوام كامل "للترويج لتداول العملة وتسهيله وحلّ مشاكله".

## الأصل
تم تأسيس نظام ساعات عمل إيثاكا على يد بول جلوفر في نوفمبر 1991. ويتمتع النظام بجذور تاريخية في الأوراق المالية والعملات البديلة والمحلية التي انتشرت في أمريكا خلال فترة الكساد الأعظم.
أثناء بحثه في الاقتصاد المحلي عام 1989 رأى غلوفر ورقة نقدية "ساعة" أصدرها الصناعي البريطاني روبرت أوين في القرن التاسع عشر لعماله للإنفاق في متجر شركته. وبعد بدء تطبيق "ساعات إيثاكا" اكتشف غلوفر أن أوراق أوين النقدية مستمدة من أوراق "متجر الوقت" لجوزايا وارن الصادرة عام 1827.
في مايو 1991 أجرى الطالب المحلي باتريس جينينجز مقابلة مع غلوفر حول مشروع إيثاكا لتداول العقود مقابل الفروقات. وقد عززت هذه المحادثة اهتمامه بأنظمة التداول. وكان بحث جينينجز حول إيثاكا لتداول العقود مقابل الفروقات وفشلها جزءًا لا يتجزأ من تطوير عملة ساعة وساعدت المحادثات بين جينينجز وغلوفر على ضمان استفادة الساعات من معرفة الجوانب التي لم تنجح في نظام ليتس.
في غضون أيام قليلة كان لدى غلوفر تصميمات لأوراق النقد من فئة الساعة ونصف الساعة. وحدد أن كل ساعة تساوي ما يعادل 10 دولارات وهو ما يعادل تقريبًا متوسط الأجر الساعي الذي يكسبه العمال في مقاطعة تومبكينز المحيطة مع أن سعر الصرف الدقيق لأي معاملة معينة كان يتعين على الأطراف نفسها تحديده. وفي سوق جرين ستار التعاون -وهو تعاونية غذائية محلية- توجه غلوفر إلى جاري فاين -وهو معالج تدليك محلي- ومعه عينات مصورة. كما أصبح فاين أول شخص يوقع على قائمة يوافق فيها رسميًا على قبول ساعات مقابل الخدمات. وبعد فترة وجيزة أصبح جيم روهرسن -صاحب متجر ألعاب محلي- أول بائع تجزئة يوقع على قبول ساعات إيثاكا مقابل البضائع.
عند إطلاق النظام وافق 90 شخصًا على قبول ساعات كأجر لخدماتهم. ووافقوا جميعًا على قبول ساعات مع عدم وجود خطة عمل أو ضمان. ثم بدأ غلوفر في طلب تبرعات صغيرة للمساعدة في تغطية تكاليف طباعة ساعات.
أكملت شركة فاين لاين برينتينغ الدفعة الأولى من أوراق النقد من فئة 1500 ساعة و1500 نصف ساعة في أكتوبر 1991. كما كانت هذه الأوراق النقدية أول عملة محلية حديثة أكبر حجمًا بنحو ضعف حجم أوراق إيثاكا النقدية التي طُبعت لاحقًا. ولأنها لم تكن ملائمة لمحافظ النقود سُحبت جميع الأوراق النقدية الأصلية تقريبًا من التداول.
طُبع العدد الأول من نقود "إيثاكا موني" في مطبعة "أور برس" بمنطقة تشينانغو بريدج بنيويورك في 16 أكتوبر/تشرين الأول 1991. وفي اليوم التالي قدّم غلوفر 10 ساعات لمؤسسة "إيثاكا هورز" وهي المؤسسة التي أسسها لإدارة النظام كأول دفعة من أربع دفعات لتغطية تكلفة طباعة "الساعات". وفي اليوم التالي 18 أكتوبر/تشرين الأول 1991 صُرفت 382 ساعة وجُهزت لإرسالها إلى أول 93 رائدًا.
في 19 أكتوبر 1991 اشترى غلوفر سمبوسة من كاثرين مارتينيز في سوق المزارعين ببطاقة نصف ساعة رقم 751 وكان ذلك أول استخدام لبطاقة "ساعة". ثم سجّل العديد من بائعي السوق الآخرين في ذلك اليوم. وخلال السنوات التالية سجّل أكثر من ألف شخص لقبول بطاقات "ساعة" بالإضافة إلى 500 شركة.
وزعت كميات كبيرة من جريدة إيثاكا موني في جميع أنحاء المدينة مع دعوة "للانضمام إلى المرح".
أقيم حفل تبادل الطعام في مركز أنشطة إيثاكا الكبرى جياك في 12 نوفمبر 1991 وكان أول تجمع شهري من بين العديد من التجمعات حيث تبادلوا الطعام والمهارات وكونوا المعارف وجددوا الصداقات.

## الإدارة والفلسفة
في عام 1996 كان غلوفر يُدير نظام "ساعات إيثاكا" من منزله وكان للنظام مجلس استشاري ومجلس إدارة يُسمى "مُقايضة الطعام". وطرح المجلس وغلوفر فكرة أن التفاعلات الاقتصادية يجب أن تقوم على الانسجام لا على أشكال المنافسة الهوبزية. وفي إحدى المقابلات صرّح غلوفر قائلاً: "هناك حركة متنامية تُسمى "الاقتصاد البيئي" و"ساعات إيثاكا" جزء من هذا النظام. ففي العام الماضي كتبتُ مقالاً يناقش حثّنا على توفير الغذاء والوقود والملابس والسكن والنقل وغيرها من الضروريات بطرق تُحسّن الطبيعة أو على الأقل أقل استنزافاً للموارد وتُوحّد الناس على أساس فخرهم المشترك لا غرورهم". ومن ثم فإن أحد المبادئ الأساسية لحركة العملة المحلية هو خلق "تجارة عادلة" مع الحد الأدنى من الصراع أو استغلال الناس أو الموارد الطبيعية.
في أكتوبر 1998 دمج المجلس الاستشاري نظام "ساعات إيثاكا" تحت اسم "ساعات إيثاكا المحدودة" واستضاف أول انتخابات لمجلس الإدارة في مارس 1999. وفي مايو 1999 سلّم غلوفر إدارة "ساعات إيثاكا" إلى مجلس الإدارة المنتخب حديثًا. وواصل غلوفر دعم "ساعات إيثاكا" عن طريق التواصل المجتمعي حتى الآن ولا سيما بناء على صندوق إيثاكا الصحي (الذي أصبح الآن جزءًا من تحالف إيثاكا الصحي) وصحيفة "أخبار مجتمع إيثاكا".

## التنمية الاقتصادية
طرحت للتداول ساعات عملات بقيمة ملايين الدولارات منذ عام 1991 بين آلاف السكان وأكثر من 500 شركة في المنطقة بما في ذلك المركز الطبي كايوجا واتحاد البدائل الائتماني الفيدرالي والمكتبة العامة والعديد من المزارعين المحليين ودور السينما والمطاعم والمعالجين والسباكين والنجارين والكهربائيين وأصحاب العقارات.
من أهم وظائف نظام ساعات إيثاكا تعزيز التنمية الاقتصادية المحلية. ويجب على الشركات التي تتلقى ساعات العمل أن تنفقها على السلع والخدمات المحلية مما يُسهم في بناء شبكة من الشركات المحلية الداعمة. وبينما يُرحّب بالشركات غير المحلية بقبول ساعات العمل يتعين عليها إنفاقها على السلع والخدمات المحلية لتحقيق الاستدامة الاقتصادية.
وفي إطار مهمتهم لتعزيز التنمية الاقتصادية المحلية يقدم مجلس الإدارة أيضًا قروضًا خالية من الفوائد من ساعات عمل إيثاكا للشركات المحلية ومنحًا للمنظمات المحلية غير الربحية.

## روابط خارجية
- الموقع الرسمي لساعات إيثاكا نسخة محفوظة 2018-04-21 على موقع واي باك مشين.
- موقع بول جلوفر
- موقع العملة المحلية لجمعية EF Schumacher
- تاريخ موجز للعملات المحلية
- مجلة العملة المجتمعية الإلكترونية